# Enicospilus bicolor
Enicospilus bicolor är en stekelart som först beskrevs av Szepligeti 1905.  Enicospilus bicolor ingår i släktet Enicospilus och familjen brokparasitsteklar. Inga underarter finns listade i Catalogue of Life.